# Tournepierre à collier
Arenaria interpres
Espèce
Statut de conservation UICN

 NT A2bcd+4bcd : Quasi menacé
Le Tournepierre à collier (Arenaria interpres) est une espèce d'oiseaux limicoles de la famille des scolopacidés (bécasses et chevaliers).

## Description
Cet oiseau mesure 22 à 23 cm de longueur.

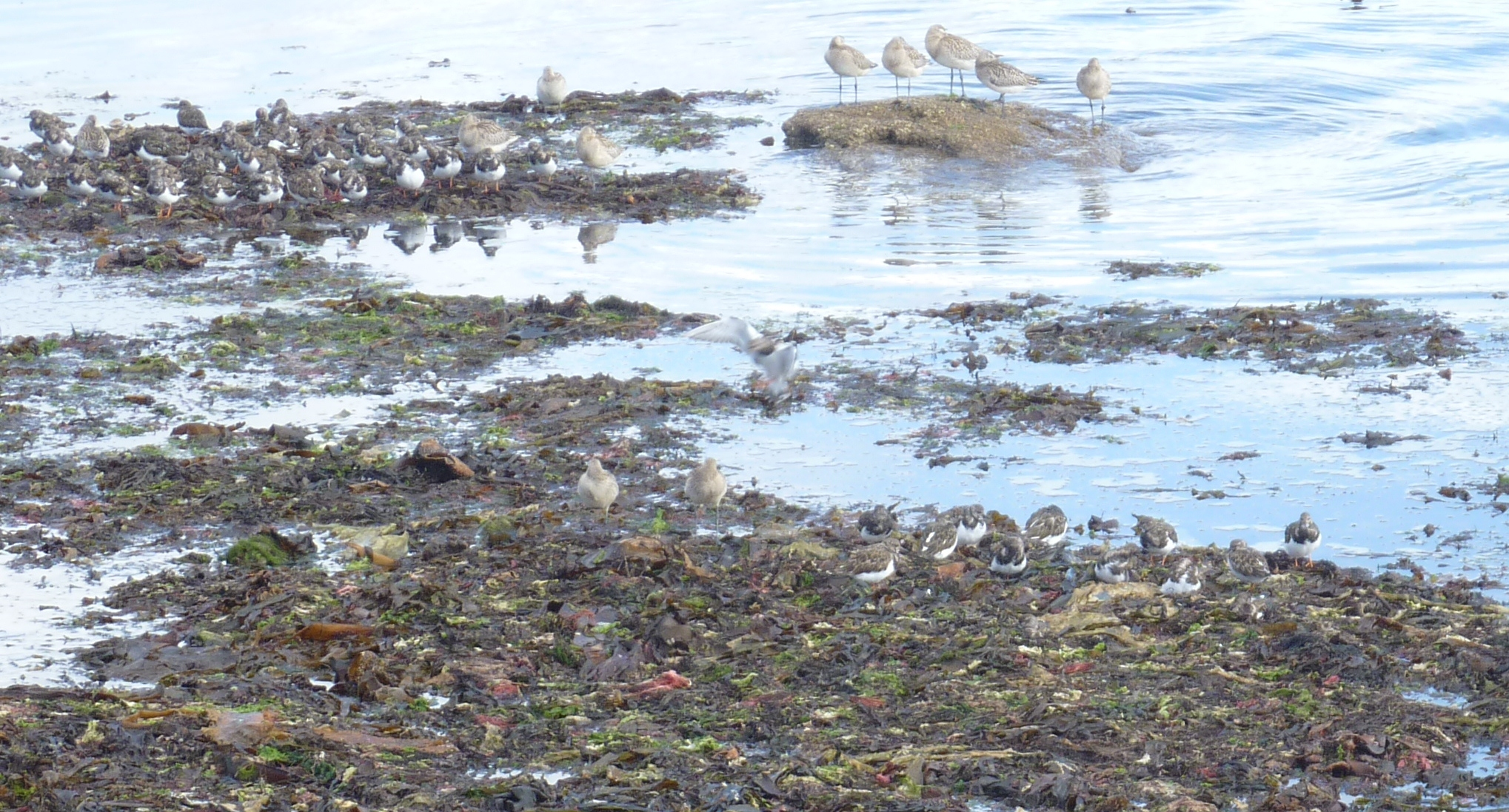
Tournepierres à collier sur le goémon à la Pointe de Mousterlin en Fouesnant

L'adulte en plumage nuptial a la tête noir et blanc, le dos et les ailes (avec une barre alaire blanche) noir et roux et le ventre blanc. Un collier noir marque la poitrine. Le bec noir est légèrement retroussé.
L'adulte en plumage internuptial et le jeune sont plus ternes : essentiellement gris sombre et blanc.

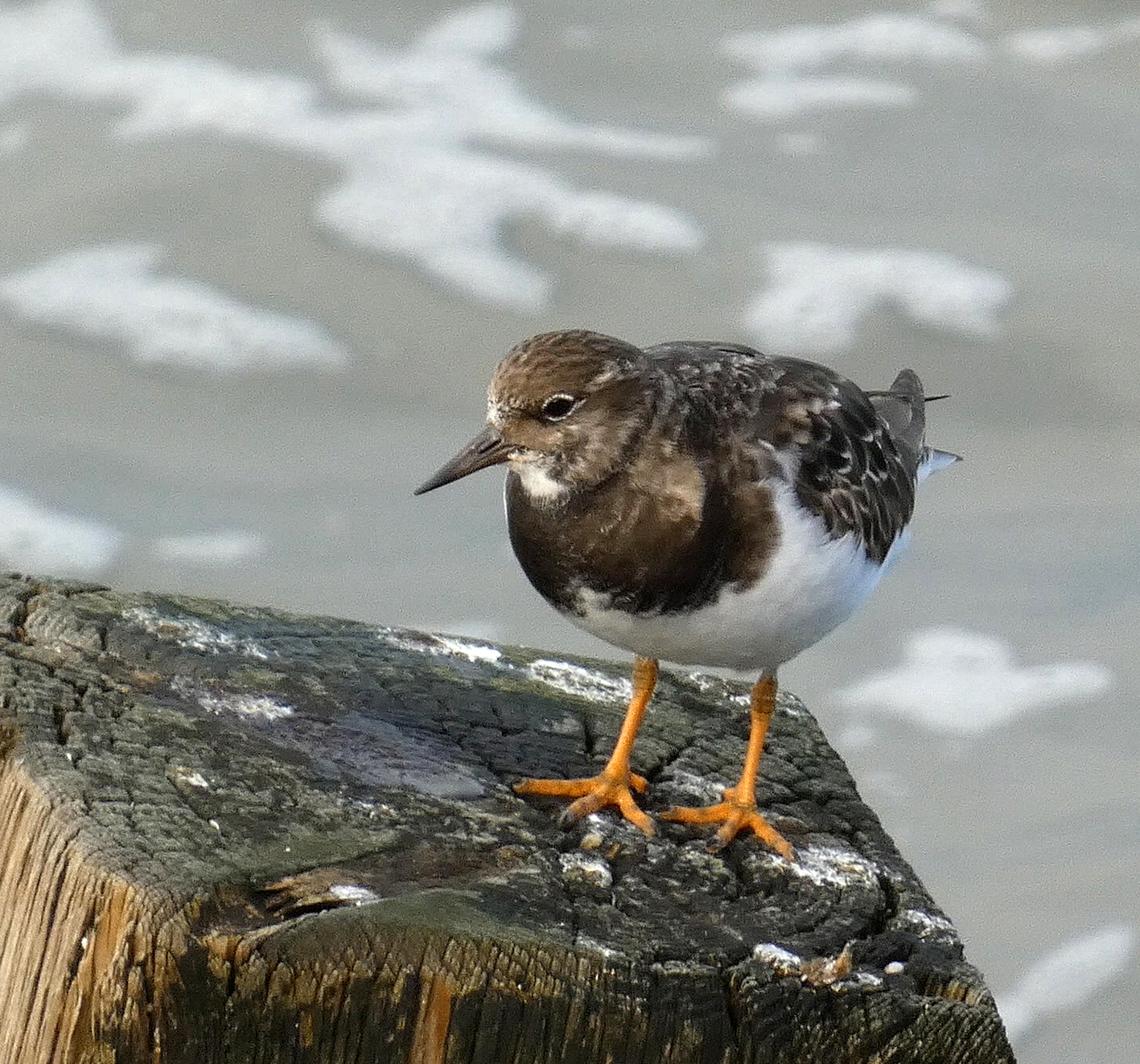
Saint-Brévin (France).

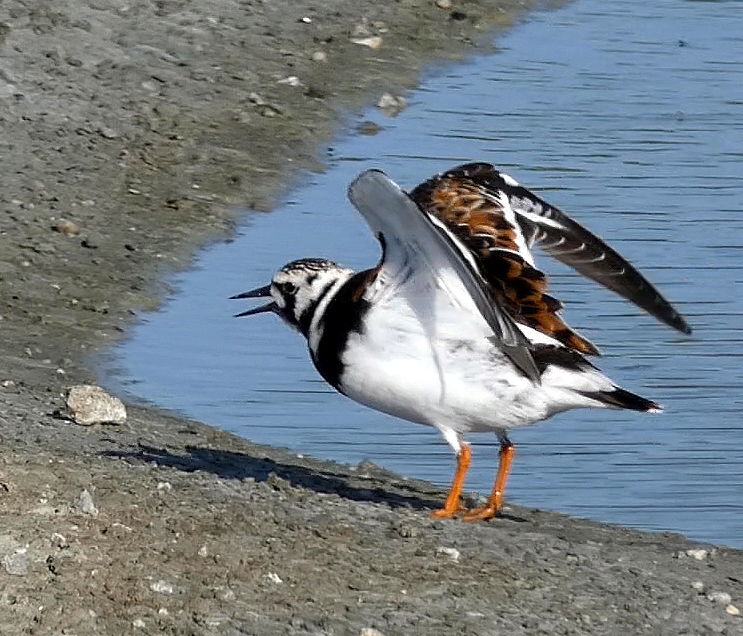
Marais salants de Guérande (France).

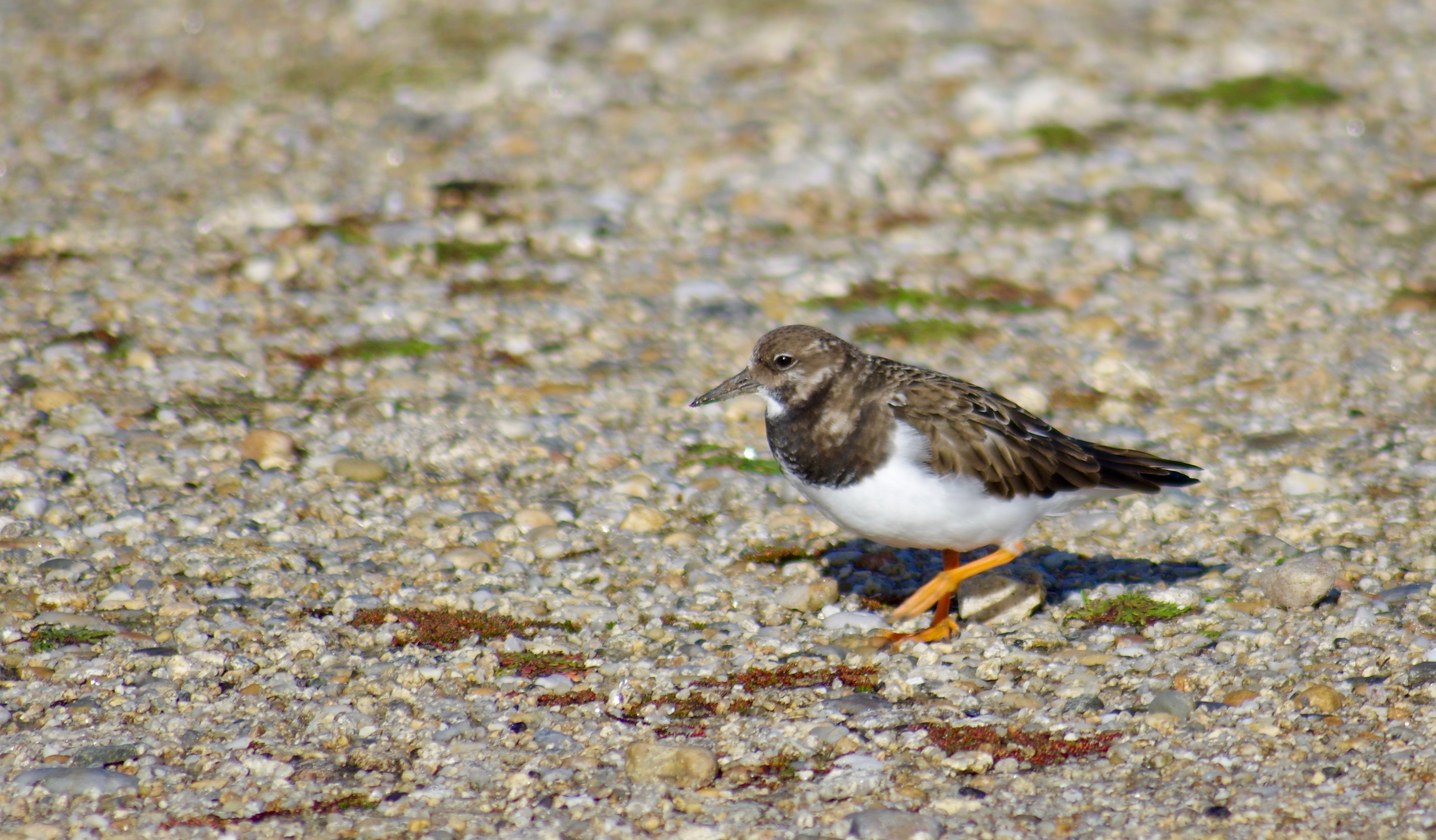
Tournepierre juvénile, Quiberon, Bretagne, France.

## Alimentation

Carte de répartition
Aire de nidification
Voie migratoire
Présent à l'année
Aire d'hivernage

Cet oiseau retourne avec le bec les coquillages, galets et algues sur les estrans à la recherche des invertébrés qu'il consomme : annélides, crustacés...

## Reproduction

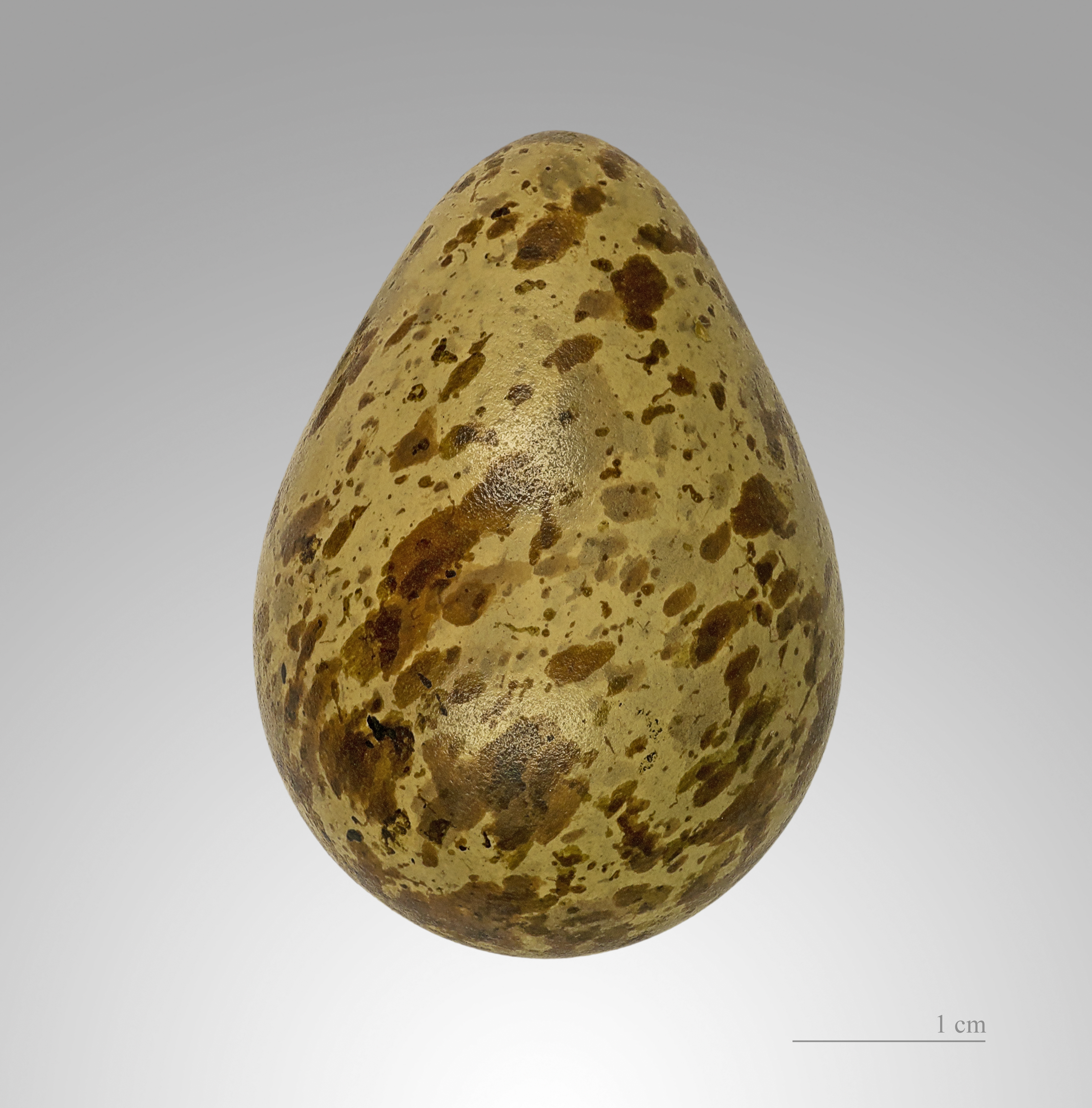
Œuf de Tournepierre à collier - Muséum de Toulouse

La femelle pond en mai-juin 4 œufs, qu'elle couve à tour de rôle avec le mâle, qui s'occupera ensuite des petits. Les œufs éclosent au bout de 23 à 24 jours.

## Sous-espèces
D'après la classification de référence (version 14.1, 2024) de l'Union internationale des ornithologues, le Tournepierre à collier possède 2 sous-espèces (ordre philogénique) :
- Arenaria interpres interpres (Linnaeus, 1758) : île d'Ellesmere (Nord-Est du Canada), Nord du Groenland, Nord de la Scandinavie, pays baltes, Mer blanche, Sud de la Nouvelle-Zemble et des îles de Nouvelle-Sibérie jusqu'au Nord-Est de la Sibérie et Ouest de l'Alaska ;
- Arenaria interpres morinella (Linnaeus, 1766) : Nord-Est de l'Alaska et Nord du Canada.